# گلدن بیچ (فلوریدا)
گلدن بیچ (به انگلیسی: Golden Beach) شهرکی در شهرستان میامی-دید ایالت فلوریدا است که در سال ۱۹۲۹ بنیان‌گذاری شده‌است. این شهرک طبق سرشماری سال ۲۰۱۰ میلادی، ۹۱۹ نفر جمعیت داشته و مساحت آن نیز ۱٫۰ کیلومتر مربع است.